# Grafton (North Dakota)
Grafton er en amerikansk by og administrativt centrum for det amerikanske county Walsh County i staten North Dakota. I 2000 havde byen et indbyggertal på 4.516.

## Ekstern henvisning
- Graftons hjemmeside (engelsk) Arkiveret 16. januar 2016 hos  Wayback Machine

48°24′58″N 97°24′38″V / 48.4161°N 97.4106°V